# Авксентий Пелагонийски
Авксентий е висш български православен духовник, последователно митрополит на Велешката и Пелагонийската епархия на Българската екзархия.

## Биография

### Образование
Роден е със светското име Христо Захариев Големинов в Самоков около 1850 година в семейството на Захари Големинов и Мария Попстанкова. Дядо му по майчина линия поп Станко е сред водачите на българското църковно движение против самоковския гръцки владика. Получава начално образование в родния си град. После учи при Неофит Рилски в Рилския манастир, където през 1869 година се замонашва.
В 1870 година митрополит Партений Нишавски го ръкополага за дякон в софийската съборна църква и същевременно е назначен учител в начално училище в София. Влиза в софийския революционен комитет заедно с Димитраки Хаджикоцев, Спас Тумпаров и учителят Христо Ковачев. При разкриването на комитета и заточването на Ковачев в Диарбекир, йеродякон Авксентий успява да избяга в Цариград и оттам в Браила, където го взима под покровителството си Васил Друмев. В 1873 година заминава за Цариград и в същата година като секретар придружава митрополит Доротей Софийски, временно управляващ Одринската епархия, който освещава българската църква в Киришханата в Одрин. След това постъпва в Пловдивската гимназия.
В 1875 година по ходатайство на руския посланик в Цариград граф Николай Игнатиев, дякон Авксентий получава стипендия за учене в Киевската духовната академия, която завършва в 1881 г.

### Служител на Екзархията
Завръща се в България и е изпратен от Екзархията за учител-инспектор в Одринското духовно училище. В 1884 година започва да преподава в Самоковската семинария, а в 1890 г. е преместен в Петропавловската семинария в Лясковец.
През 1891 г. отличилият се млад йеродякон е призован от екзарх Йосиф I Български, който го назначава за чиновник за особени поръчки. През пролетта на същата година е ръкоположен за йеромонах и е назначен за председател на Солунската българската църковна община. В Солун показва добри администраторски дарби и висок патриотизъм и отличното владеене на книжовния османски турски и дипломатическите му умения му помагат в борбата с врага на българското движение валията Зихни паша. В 1893 година за народополезната му дейност е произведен в архимандритски чин от екзарх Йосиф.

### Велешки владика
След получаването на султански берат за български екзархийски владици във Велес и Неврокоп през април 1894 година архимандрит Авксентий е предложен от Екзархията на велешките избиратели и единодушно е избран за велешки митрополит и на Гергьовден 1894 година е ръкоположен от екзарх Йосиф. В Солун е посрещнат от шестчленна велешка делегация и пристигането му във Велес е грандиозно отпразнувано от гражданството. Във Велес основната задача на младия митрополит е да укрепи българското просветно дело и да спре домогванията на сръбската пропаганда, която се опитва да се загнезди в близкото до Велес и богато Башино село и да отнеме църквата от българите. Основни противници са му гръцкият дебърски и велешки митрополит и каймакаминът, който подкрепя сръбските домогвания. Митрополит Авксентий пътува до Солун, където няколко месеца действа дипломатично пред валията Зихни паша. След това лично обикаля селата в епархията, за да възпира увличането по парите на сръбската пропаганда. В крайна сметка правителството отстранява сръбския свещеник от Башино село и предава местната църква на българските жители.
Зихни паша прави постъпки пред Високата порта, която от своя страна иска от Екзархията уволнението на владиката Авксентий. На няколко пъти и турци и сърбомани правят опити за убийството му.
След Илинденско-Преображенското въстание развива широка дейност за закрила на изложеното на произвола на властите българско население. Успява да спечели приятелството на румелийския главен инспектор Хюсеин Хилми паша, който поради това се отнасял с особено внимание към неговите ходатайства. Хилми паша често го сочи за пример за верноподан български владика и го нарича „и добър чиновник, и добър българин“.

### Пелагонийски владика
След смъртта на Григорий Пелагонийски през есента на 1906 година, Авксентий поема временното управление на и на Пелагонийска епархия. Екзархът бърза да назначи владика в Битоля, защото и Високата порта и Цариградската патриаршия решават да използват момента и да не позволят избор на нов български владика във вилаетската столица, и затова назначава Авксентий Велешки. Дълго време това назначение не е признавано от валията Ебубекир Хазъм бей, но Авксентий посещава вилаетските меджлиси като битолски владика. Местните власти го приемат окончателно след посещение на Хилми паша в града, при което той демонстрира приятелството си с Авксентий. Благодарението на него Авксентий успява да издейства, въпреки гръцките противодействия, 160 000 гроша вилаетски пари за издръжка на българските училища в Пелагонийска епархия.
В 1908 година, когато екзарх Йосиф е болен, Авксентий Пелагонийски го замества. След Младотурската революция в същата година е назначен от султана за сенатор в парламента на Османската империя, което е голямо постижение, тъй като за сенатор не е назначен нито един гръцки митрополит. Четирима гръцки активисти правят опит за убийството му в Екзархийския дом.
През 1913 година след като Битоля попада в Сърбия след Междусъюзническата война, Авксентий заедно с другите български митрополити е прогонен от новите сръбски власти. На 17 юни 1913 година, заедно със своя протосингел архимандрит Горазд е задържан и арестуван от сръбските власти, а на 25 юни същата година под усилена стража е екстрадиран в Солун и от там в Цариград.
След влизането на България в Първата световна война и освобождаването на Вардарска Македония Авксентий в края на декември 1915 година пристига в Битоля и макар и с разклатено здраве, той поема отново своята Пелагонийска епархия. След превземането на Битоля от силите на Антантата през есента на 1916 г. Авксентий премества седалището си в Прилеп, където остава до поражението на България през 1918 г.
Оттегля се в София, където умира на 24 февруари 1919 година, докато чете току-що излязлата книга на Кирил Пърличев „Сръбските жестокости в Македония“. Опелото му е извършено от Борис Охридски в присъствието на министър-председателя Теодор Теодоров, министрите Стоян Данев, Андрей Ляпчев, Никола Мушанов, а реч държи Димитър Михайлов. Погребан е в двора на църквата „Свети Спас“, разрушена при бомбардировка в 1944 година.